# 洪百榕
洪百榕（1979年6月10日—），臺灣女藝人。

## 生平
洪百榕童年時期曾經隨家人移民阿根廷，在當地生活4年；爾後返臺直至大學時代赴美求學。
婚前任職於acer；2004年10月10日與藝人宋達民結婚之後，以藝人的妻子身份上電視，分享生活軼聞，曾為「大嫂團」的一員。主持過烹飪節目《美味擂台》，及以介紹室內設計的《魔術空間設計》節目。2018年1月7日與先生宋達民牧師一起創立『藝之星教會』，成為教會的師母。於2024年7月13日由新店行道會創會牧師張茂松牧師，基督之家寇紹恩牧師，新店行道會主任牧師張光偉牧師，聖谷行道會吳文朗牧師，范大陵長老，洪善群長老一同按立為牧師一職份。

## 主持
- JET综合台《美味擂台》
- 中天綜合台《魔術空間設計》

## 書籍
| 年份   | 書名               | 出版社   | ISBN               |
| ------ | ------------------ | -------- | ------------------ |
| 2013年 | 《傾聽，愛的聲音》 | 親子天下 | ISBN 9789862417638 |